# Dronninglund
Dronninglund est une ville de la commune de Brønderslev dans le Jutland au Danemark.
Sa population était de 3 328 habitants en 2014.
On y trouve l'ancienne résidence royale de Dronninglund Slot (da), ainsi qu'une des plus grandes centrales solaires thermiques du monde.

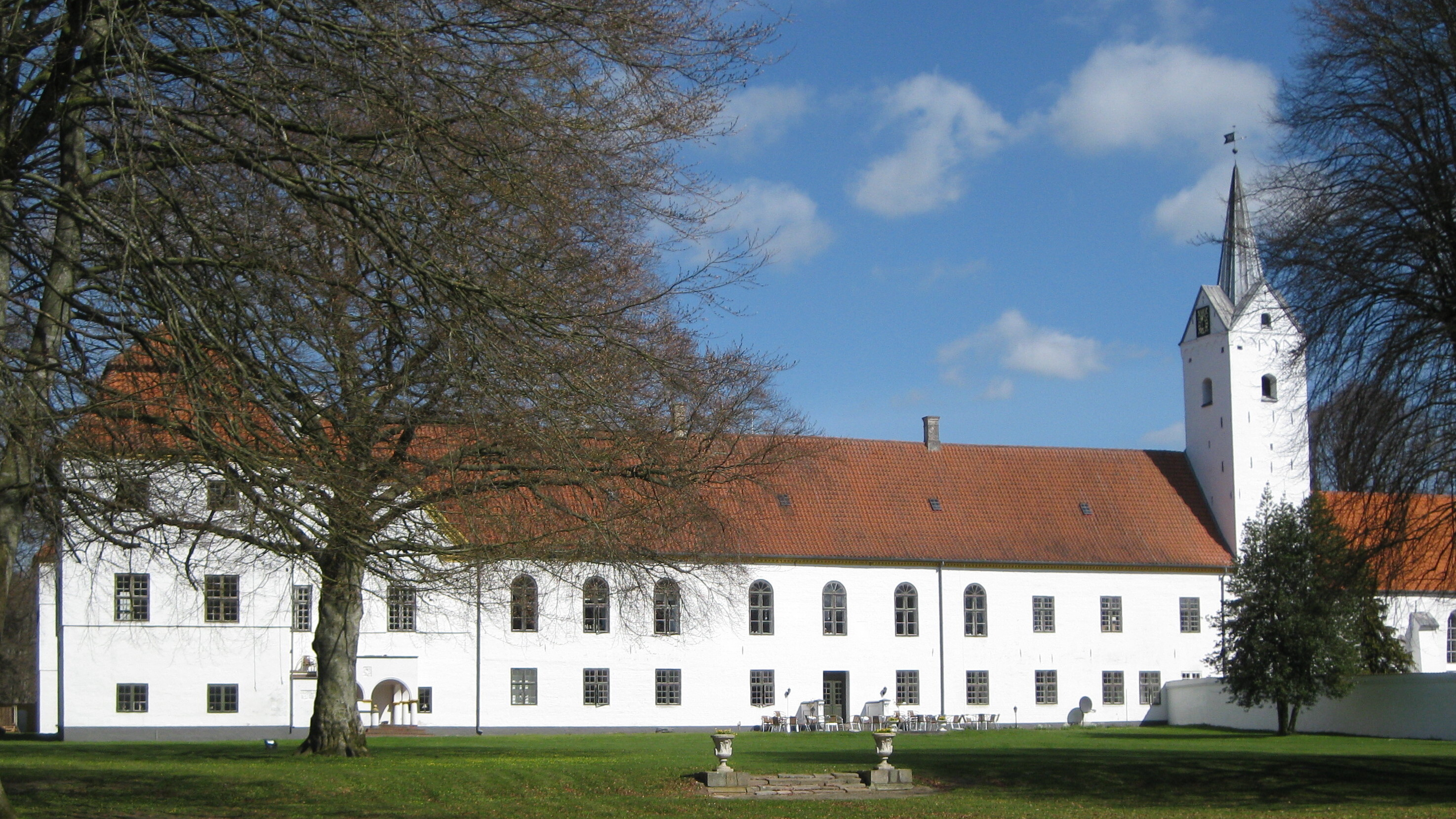
Château de Dronninglund.
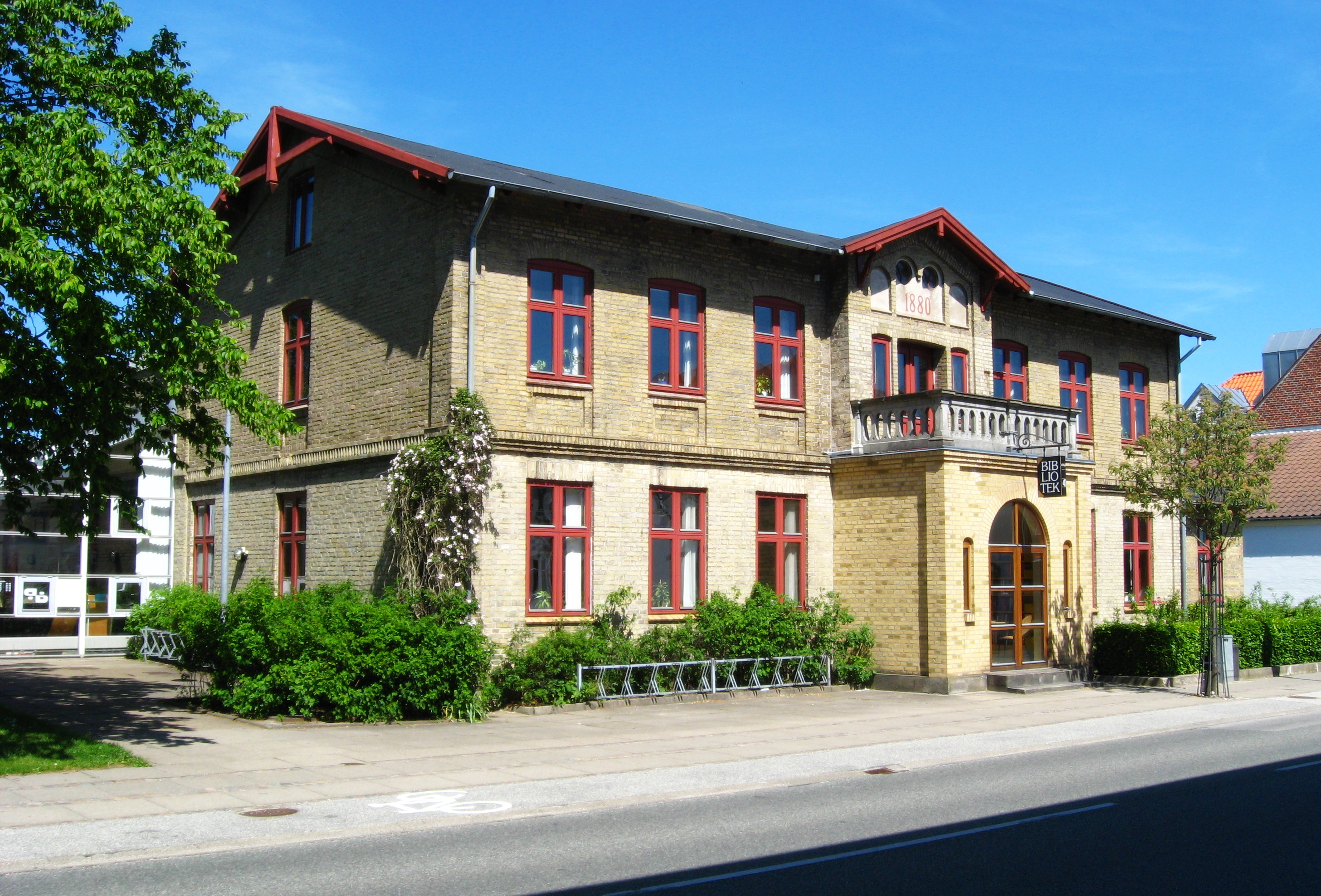
Bibliothèque de Dronninglund.